# (79969) 1999 CP133
(79969) 1999 CP133, também escrito como (79969) 1999 CP133, é um objeto transnetuniano que está localizado no cinturão de Kuiper, uma região do Sistema Solar. Este corpo celeste está em uma ressonância orbital 4:5 com o planeta Netuno. Ele possui uma magnitude absoluta de 7,4 e tem um diâmetro estimado de 146 km.

## Descoberta
(79969) 1999 CP133 foi descoberto no dia 11 de fevereiro de 1999 pelos astrônomos Chad Trujillo, Jane X. Luu e David C. Jewitt, no Observatório de Mauna Kea, Havaí.

## Órbita
A órbita de (79969) 1999 CP133 tem uma excentricidade de 0,087 e possui um semieixo maior de 35,131 UA. O seu periélio leva o mesmo a uma distância de 32,083 UA em relação ao Sol e seu afélio a 38,179 UA.